# Paul Richter (Komponist)

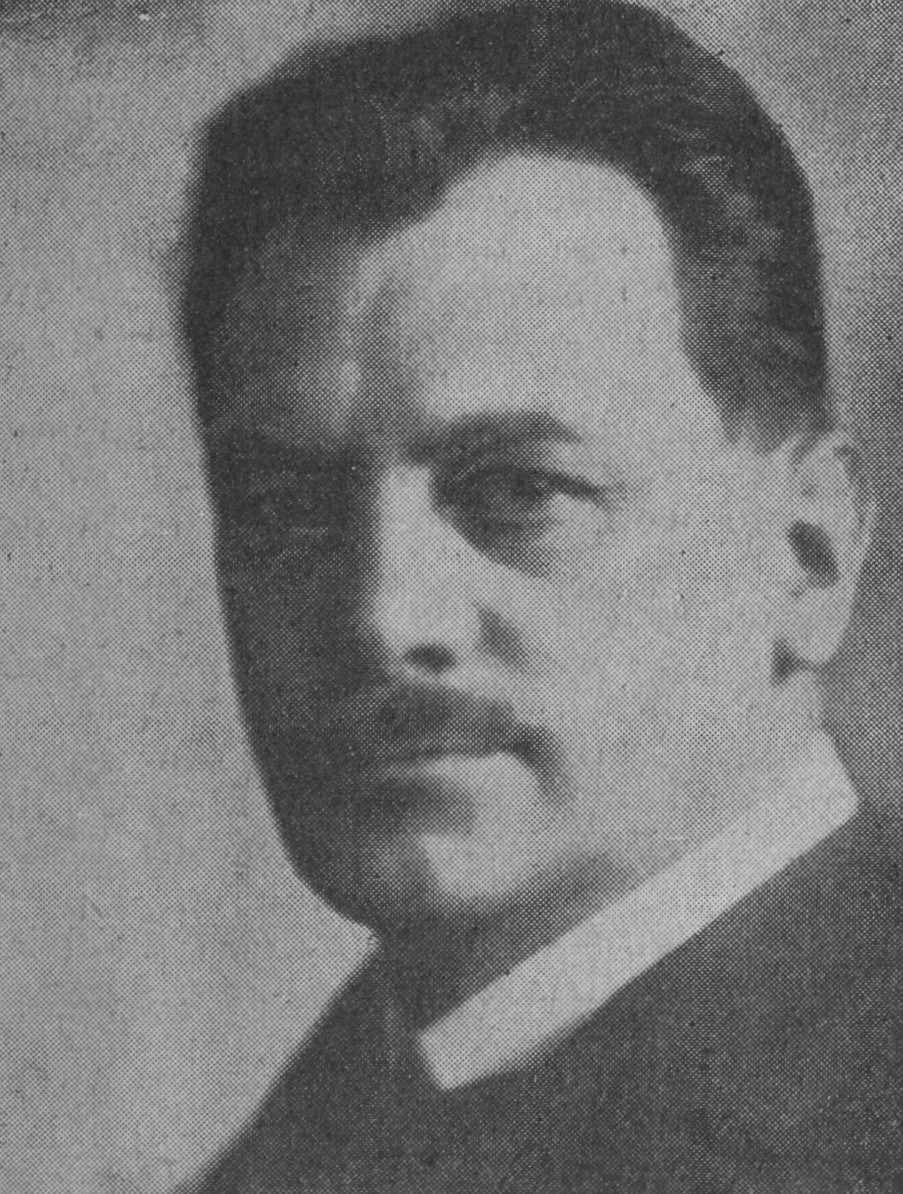
Paul Richter, um 1929

Paul Richter (* 28. August 1875 in Kronstadt, Siebenbürgen; † 16. April 1950 in Cristian (Brașov)) war ein siebenbürgisch-sächsischer Komponist, Dirigent, Pianist und Organist. 

## Leben
Richter besuchte das Honterus-Gymnasium in Kronstadt und studierte bei Rudolf Lassel Musik. An der Universität Graz konzentrierte er sich zunächst auf das Medizinstudium. Er wechselte an das Leipziger Konservatorium. Er kehrte 1900 nach Kronstadt zurück und leitete den Männergesangverein.
1904 wurde er Kapellmeister des Stadtorchesters und Dirigent der Philharmonischen Gesellschaft, mit der er mehrere Tourneen durch Siebenbürgen und Rumänien unternahm. Dank seinem Beitrag konzertierten Richard Strauss, Felix Weingartner und George Enescu in den siebenbürgischen Städten. Er war auch in Hermannstadt aktiv. Richter komponierte sechs Sinfonien, sinfonische Dichtungen, Suiten und Fantasien nach populären siebenbürgisch-sächsischen und rumänischen Motiven, Ouvertüren, Kammermusik, Instrumentalkonzerte, Solowerke und Chormusik.